# Teatre Nacional Croata de Zagreb
El Teatre Nacional de Croàcia (croata: Hrvatsko narodno kazalište - HNK) està situat a Zagreb, capital de Croàcia. Fou construït l'any 1840. L'any següent guanyà el suport del govern, que el portà a un nivell similar al de molts altres teatres nacionals d'Europa. El 1870 s'hi va fundar una companyia nacional d'òpera. Hi ha a altres Teatres Nacionals a Split, Rijeka, Osijek i Varaždin.
El teatre es canvià a altre edifici el 1895 inaugurat per l'emperador austrohongarès Francesc Josep I. L'edifici era un projecte dels arquitectes vienesos Ferdinand Fellner i Herman Helmer, l'empresa dels quals havia construït diversos teatres a Viena. El 14 d'octubre de 1995 es va celebrar el primer centenari de l'edifici.
Molts dels artistes més importants de Croàcia hi han actuat. Ivan Zajc en va ser el primer director. Jakov Gotovac fou el director d'òpera des de l'any 1923 fins a 1958. El director croata Branko Gavella hi va començar la seua brillant carrera, igual que la ballarina croata Mia Čorak Slavenska.
Aquest teatre va rebre molts artistes internacionals, com ara: Franz Liszt, Sarah Bernhardt, Franz Lehár, Richard Strauss, Gerard Philipe, Vivian Leigh, Laurence Olivier, Jean Louis Berrault, Peter Brook, Mario Del Monaco entre d'altres.